# Paramount Animation
Paramount Animation es la división de películas animadas  de Paramount Pictures. La división se fundó el 6 de julio de 2011, tras el éxito de crítica y público de Rango, la serie de Paramount, y la finalización de su acuerdo de distribución con DreamWorks Animation en 2012.
Paramount Animation produce sus propias películas animadas, la mayoría de las cuales son distribuidas por Paramount, a la vez que coproduce películas con otras compañías como Nickelodeon Movies, principalmente basadas en franquicias de la marca Nickelodeon.

## Historia

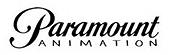
Logotipo Inicial.

En julio de 2011, en el auge del éxito en taquilla y aprobación crítica de sus películas animadas, Rango y la terminación del contrato de distribución con DreamWorks Animation en el año 2012, Paramount anunció la formación de una nueva división, dedicada a la creación de producciones animadas. Así, Paramount vuelve a tener división propia del género animado por primera vez desde 1967, cuando Paramount Cartoon Studios cerró (llamado Famous Studios hasta 1956).
En octubre de 2011, Paramount nombró a David Stainton, un antiguo presidente de Walt Disney Feature Animation, como presidente de Paramount Animation. En febrero de 2012 Stainton renunció por razones personales, por lo que Adam Goodman, presidente de Paramount Film Group, pasó a dirigir el estudio. Se anunció la producción de Bob Esponja: Un héroe fuera del agua, una secuela de Bob Esponja: La película  de 2004 basado en el popular personaje Bob Esponja de Nickelodeon, la cual se estrenó el 6 de febrero de 2015 como la primera película del estudio.
En agosto de 2012, en el mismo mes que DreamWorks Animation confirmó que sería el distribuidor de 20th Century Fox desde el año 2013, Variety informó que Paramount Animation estaba en el proceso de empezar el desarrollo de varias películas animadas, con un presupuesto aproximado de 100 000 000 USD. Según Variety, la propiedad intelectual para estas películas sería suministrado por Nickelodeon entre otros y esto incluye Dora, la exploradora, La leyenda de Korra y Monkey Quest.
A partir de 2019, Paramount creó una nueva intro, pero no salió para ninguna película. Hasta 2020 se usó para la película de The SpongeBob Movie: Sponge on the Run.

## Filmografía

### Largometrajes
Películas estrenadas
| #  | Título                                      | Fecha de estreno         | Coproducción con                                                                | Presupuesto (USD) | Recaudación      | RT   | MC |
| -- | ------------------------------------------- | ------------------------ | ------------------------------------------------------------------------------- | ----------------- | ---------------- | ---- | -- |
| 1  | Bob Esponja: Un héroe fuera del agua        | 6 de febrero de 2015     | Nickelodeon Movies y United Plankton Pictures                                   | $74 000 000       | $311 594 032     | 78%  | 63 |
| 2  | Monster Trucks                              | 13 de enero de 2017      | Disruption Entertainment y Nickelodeon Movies                                   | $125 millones     | $64.5 millones   | 33%  | 41 |
| 3  | Sherlock Gnomes                             | 29 de marzo de 2018      | Metro-Goldwyn-Mayer, Rocket Pictures y Mikros Images                            | $59 millones      | $90.3 millones   | 20%  | 36 |
| 4  | Wonder Park                                 | 15 de marzo de 2019      | Ilion Animation Studios y Nickelodeon Movies                                    | $80–100 millones  | $119.6 millones  | 33%  | 45 |
| 5  | The SpongeBob Movie: Sponge on the Run      | 14 de agosto de 2020     | Nickelodeon Movies y United Plankton Pictures                                   | $85 millones      | $4.80 millones   | 6.7% | 65 |
| 6  | Rumble                                      | 15 de diciembre de 2021  | New Republic Pictures WWE Studios Walden Media Reel FX Animation Studios        |                   | N/A              |      |    |
| 7  | Under the Boardwalk                         | 27 de octubre de 2023    | New Republic Pictures (sin créditos) y Big Kid Pictures                         |                   | N/A              |      |    |
| 8  | The Tiger's Apprentice                      | 2 de febrero de 2024     | New Republic Pictures Mikros Images                                             |                   | N/A              |      |    |
| 9  | Transformers One                            | 20 de septiembre de 2024 | Hasbro Entertainment New Republic Pictures Di Bonaventura Pictures Bayhem Films | $70 000 000       | $124 345 450     |      |    |
| 10 | Pitufos                                     | 18 de julio de 2025      | Marcy Media Films LAFIG Belgium Peyo Company                                    | $58 millones      | $100 millones    |      |    |
| 11 | The SpongeBob Movie: Search for SquarePants | 19 de diciembre de 2025  | Nickelodeon Movies y Media Rights Capital                                       | Por anunciarse    | Por determinarse |      |    |

Películas en desarrollo
| Título                                 | Notas                                                          |
| -------------------------------------- | -------------------------------------------------------------- |
| C.O.S.M.O.S.                           | [ 31 ]                                                         |
| Dropz                                  | coproducción con Gloria Sanchez Productions                    |
| I Eat Poop: A Dung Beetle Story        | coproducción con Maximum Effort y Ampersand                    |
| Muttnik                                | coproducción con Imagine Entertainment                         |
| Once Upon a Motorcycle Dude            | coproducción con Sunswept Entertainment                        |
| Rainbow Serpent                        | coproducción con Imagine Entertainment y Animal Logic          |
| Real Pigeons Fight Crime               | [ 32 ]                                                         |
| Stray Dogs                             | coproducción con Image Comics y Coin Operated                  |
| Superworld                             | coproducción con Temple Hill Entertainment                     |
| Swan Lake                              | coproducción con Temple Hill Entertainment                     |
| Película sin título de Mighty Mouse    | coproducción con Maximum Effort                                |
| Comedia sin título de Mindy Kaling     | [ 39 ]                                                         |
| Película sin título de las Spice Girls | con producción con 9 Entertainment                             |
| Película sin título de Trevor Noah     | coproducción con Day Zero Productions y Mainstay Entertainment |
| Yokai Samba                            | coproducción con Nickelodeon Movies                            |